# NGC 2654
NGC 2654 is een balkspiraalstelsel in het sterrenbeeld Grote Beer. Het hemelobject werd op 18 augustus 1882 ontdekt door de Duitse astronoom Ernst Wilhelm Leberecht Tempel.

## Synoniemen
- UGC 4605
- MCG 10-13-17
- ZWG 288.6
- KARA 285
- IRAS 08451+6024
- PGC 24784